# ファブリツィオ・ドナート

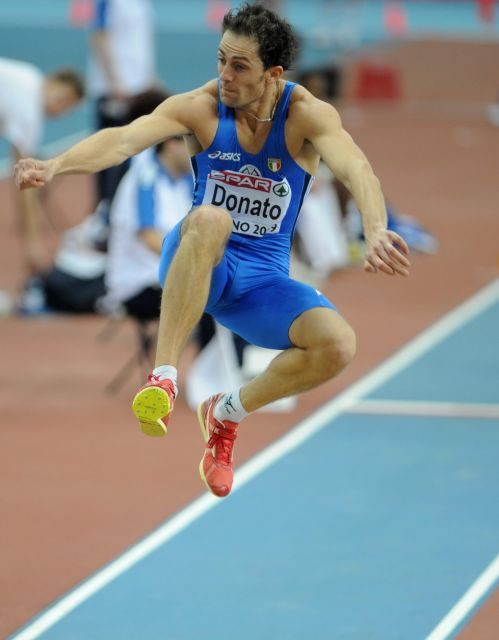
2009年トリノ・ヨーロッパ室内選手権

ファブリツィオ・ドナート（Fabrizio Donato、1976年8月14日 ‐ ）は、イタリア・ラティーナ出身の陸上競技選手。専門は三段跳。17m73（室内世界歴代8位）の自己ベストを持つ。屋外と室内のイタリア記録保持者。2012年ロンドンオリンピックの銅メダリストである。40歳を超えても17m超えをマークしている屋外と室内の40歳以上世界最高記録保持者でもあり、オリンピック男子三段跳の最年長メダリスト記録をはじめ、主要国際大会において数多くの最年長記録を保持している。

## 経歴
2008年3月9日、バレンシア世界室内選手権男子三段跳決勝でシーズンベストの17m27をマーク。3位のネルソン・エボラと記録では並んだもののセカンド記録の差で敗れ（エボラ17m26、ドナート17m10）、惜しくも世界大会のメダルを逃した。
2009年3月7日、トリノ・ヨーロッパ室内選手権男子三段跳決勝を室内イタリア新記録・大会新記録（ともに当時）・今季世界最高記録の17m59で制し、自身初のヨーロッパタイトルを獲得するとともに、開催国のイタリアに今大会初のメダルをもたらした。
2011年3月6日、パリ・ヨーロッパ室内選手権男子三段跳決勝で17m70と17m73の室内イタリア新記録をマークするも、17m92の室内世界記録を2回もマークした開催国フランスのテディ・タムゴーに及ばず、大会連覇を逃した。
同年9月2日、大邱世界選手権男子三段跳予選を16m88（-0.1）の全体10位で通過し、35歳にして初の屋外世界大会ファイナリストとなった（決勝は10位）。
2012年3月11日、イスタンブール世界室内選手権男子三段跳では2回目の跳躍を終えた時点で2位（17m28）につけていたが、3回目の跳躍で負傷したため4回目以降の跳躍は行えず、最終的に3位と8cmの4位でメダルを逃した。
同年6月、ヘルシンキ・ヨーロッパ選手権男子三段跳において、追い風参考記録ながら屋外自己ベスト（17m60）を上回る17m63（+2.8）をマークし、2位に35cmの差をつけて初の屋外ヨーロッパタイトルを獲得した。また、35歳321日で優勝したドナートは、この種目における最年長金メダリストとなった。
同年8月、ロンドンオリンピック男子三段跳予選を16m86（-1.2）の全体8位で通過し、4度目のオリンピック出場で初のファイナリストになると、迎えた決勝では17m48（+0.6）をマーク。クリスチャン・テイラー（17m81）、ウィル・クレイ（17m62）に次ぐ3位に入り、自身初の世界大会メダルとなる銅メダルを獲得した。この種目におけるイタリア勢のメダル獲得は、1968年メキシコシティオリンピックで銅メダルを獲得したジュゼッペ・ジェンティーレ以来2人目の快挙となった。また、35歳361日でメダリストおよびファイナリストになったドナートは、この種目における最年長メダリスト記録と最年長ファイナリスト記録を更新した。
同年8月30日、ダイヤモンドリーグ・ヴェルトクラッセチューリッヒ男子三段跳において、ロンドンオリンピックチャンピオンのクリスチャン・テイラーを13cm差で抑える17m29（+1.6）で優勝を飾り、ダイヤモンドリーグの大会で優勝した初のイタリア人となった。
2015年12月、ドナートを含むイタリアの陸上競技選手26人がドーピング検査を逃れたとし、2年間の資格停止処分が下る可能性があった。しかし、手続きやシステムの不備が問題だったとし、2016年3月にドナートを含む8人の処分は免除された。
2016年8月15日、リオデジャネイロオリンピック男子三段跳には40歳1日で出場し、この種目における最年長出場記録を更新した（結果は予選敗退）。
2016年9月6日、Palio della Quercia男子三段跳で16m93（-0.3）の40歳以上世界最高記録（当時）をマークし、1993年にアメリカのRay Kimbleがマークした16m58を塗り替えた。
2017年3月5日、ベオグラード・ヨーロッパ室内選手権男子三段跳で2012年8月以来の17m超えとなる17m13の40歳以上室内世界最高記録をマークし、1994年にアメリカのRay Kimbleがマークした16m08を塗り替えた。
同年6月9日、男子三段跳で17m32（+1.1）の40歳以上世界最高記録をマーク。
2018年3月3日、バーミンガム世界室内選手権男子三段跳決勝には41歳201日で出場し、この種目における最年長出場記録と最年長ファイナリスト記録を更新した。

## 家族
妻のPatrizia Spuriは陸上競技400mの元イタリア記録保持者。

## 自己ベスト
- 記録欄の（　）内の数字は風速（m/s）で、+は追い風を意味する。

| 種目   | 記録          | 年月日        | 場所                   | 備考                             |
| 屋外   | 屋外          | 屋外          | 屋外                   | 屋外                             |
| ------ | ------------- | ------------- | ---------------------- | -------------------------------- |
| 三段跳 | 17m60 (+1.9)  | 2000年6月7日  | ミラノ                 | イタリア記録                     |
| 三段跳 | 17m63w (+2.8) | 2012年6月30日 | ヘルシンキ             | 追い風参考記録                   |
| 走幅跳 | 8m00 (+2.0)   | 2006年9月24日 | ブスト・アルシーツィオ |                                  |
| 室内   |               |               |                        |                                  |
| 三段跳 | 17m73         | 2011年3月6日  | パリ                   | 室内世界歴代8位 室内イタリア記録 |
| 走幅跳 | 8m03          | 2011年2月19日 | アンコーナ             |                                  |

### 40歳以上世界最高記録
| 種目   | 記録         | 年月日       | 場所               |      |
| 屋外   | 屋外         | 屋外         | 屋外               | 屋外 |
| ------ | ------------ | ------------ | ------------------ | ---- |
| 三段跳 | 17m32 (+1.1) | 2017年6月9日 | ピエール＝ベニット |      |
| 室内   |              |              |                    |      |
| 三段跳 | 17m13        | 2017年3月5日 | ベオグラード       |      |

## 主要大会成績
- 備考欄の記録は当時のもの

| 年   | 大会                          | 場所             | 種目   | 結果 | 記録         | 備考                      |
| ---- | ----------------------------- | ---------------- | ------ | ---- | ------------ | ------------------------- |
| 1995 | ヨーロッパジュニア選手権 (en) | ニーレジハーザ   | 三段跳 | 5位  | 15m81 (+1.7) |                           |
| 1997 | ヨーロッパU23選手権 (en)      | トゥルク         | 三段跳 | 11位 | 15m55 (-2.0) |                           |
| 2000 | ヨーロッパ室内選手権 (en)     | ヘント           | 三段跳 | 6位  | 16m57        |                           |
| 2000 | オリンピック                  | シドニー         | 三段跳 | 予選 | 16m34 (+0.8) |                           |
| 2001 | 世界室内選手権                | リスボン         | 三段跳 | 6位  | 16m77        |                           |
| 2001 | 地中海競技大会 (en)           | ラデス           | 三段跳 | 優勝 | 17m05 (+1.8) |                           |
| 2002 | ヨーロッパ室内選手権 (en)     | ウィーン         | 三段跳 | 4位  | 16m90        |                           |
| 2002 | ヨーロッパ選手権 (en)         | ミュンヘン       | 三段跳 | 4位  | 17m15 (+0.2) |                           |
| 2003 | 世界選手権                    | パリ・サン＝ドニ | 三段跳 | 予選 | 16m63 (+1.1) |                           |
| 2004 | 世界室内選手権                | ブダペスト       | 三段跳 | 予選 | 16m68        |                           |
| 2004 | オリンピック                  | アテネ           | 三段跳 | 予選 | 16m45 (+0.5) |                           |
| 2006 | 世界室内選手権                | モスクワ         | 三段跳 | 予選 | 16m35        |                           |
| 2006 | ヨーロッパ選手権              | ヨーテボリ       | 三段跳 | 予選 | 16m66 (+0.5) |                           |
| 2007 | 世界選手権                    | 大阪             | 三段跳 | 予選 | 16m20 (+0.3) |                           |
| 2008 | 世界室内選手権                | バレンシア       | 三段跳 | 4位  | 17m27        |                           |
| 2008 | オリンピック                  | 北京             | 三段跳 | 予選 | 16m70 (+0.1) |                           |
| 2009 | ヨーロッパ室内選手権 (en)     | トリノ           | 三段跳 | 優勝 | 17m59        | 室内イタリア記録 大会記録 |
| 2009 | 世界選手権                    | ベルリン         | 三段跳 | 予選 | 15m81 (0.0)  |                           |
| 2010 | 世界室内選手権                | ドーハ           | 三段跳 | 5位  | 16m88        |                           |
| 2010 | ヨーロッパ選手権              | バルセロナ       | 三段跳 | 9位  | 16m54 (+1.1) |                           |
| 2011 | ヨーロッパ室内選手権 (en)     | パリ             | 三段跳 | 2位  | 17m73        | 室内イタリア記録          |
| 2011 | 世界選手権                    | 大邱             | 三段跳 | 10位 | 16m77 (+0.1) |                           |
| 2012 | 世界室内選手権                | イスタンブール   | 三段跳 | 4位  | 17m28        |                           |
| 2012 | ヨーロッパ選手権              | ヘルシンキ       | 三段跳 | 優勝 | 17m63 (+2.8) |                           |
| 2012 | オリンピック                  | ロンドン         | 三段跳 | 3位  | 17m48 (+0.6) |                           |
| 2013 | 世界選手権                    | モスクワ         | 三段跳 | 予選 | 16m53 (+1.0) |                           |
| 2014 | ヨーロッパ選手権              | チューリッヒ     | 三段跳 | 7位  | 16m66 (-0.7) |                           |
| 2016 | オリンピック                  | リオデジャネイロ | 三段跳 | 予選 | 16m54 (+0.4) |                           |
| 2017 | ヨーロッパ室内選手権 (en)     | ベオグラード     | 三段跳 | 2位  | 17m13        | 40歳以上室内世界最高記録  |
| 2018 | 世界室内選手権                | バーミンガム     | 三段跳 | 14位 | 15m96        |                           |

### 最年長記録
- ドナートが保持している主要大会男子三段跳の最年長記録を記載

| 大会                 | 種目   | 記録                 | 年齢      | 年月日        | 場所             | 備考   |
| -------------------- | ------ | -------------------- | --------- | ------------- | ---------------- | ------ |
| オリンピック         | 三段跳 | 最年長メダリスト     | 35歳361日 | 2012年8月9日  | ロンドン         | [ 11 ] |
| オリンピック         | 三段跳 | 最年長ファイナリスト | 35歳361日 | 2012年8月9日  | ロンドン         | [ 11 ] |
| オリンピック         | 三段跳 | 最年長出場           | 40歳1日   | 2016年8月15日 | リオデジャネイロ | [ 11 ] |
| 世界室内選手権       | 三段跳 | 最年長ファイナリスト | 41歳201日 | 2018年3月3日  | バーミンガム     | [ 20 ] |
| 世界室内選手権       | 三段跳 | 最年長最年長出場     | 41歳201日 | 2018年3月3日  | バーミンガム     | [ 20 ] |
| ヨーロッパ選手権     | 三段跳 | 最年長金メダリスト   | 35歳321日 | 2012年6月30日 | ヘルシンキ       | [ 8 ]  |
| ヨーロッパ選手権     | 三段跳 | 最年ファイナリスト   | 38歳0日   | 2014年8月14日 | チューリッヒ     | [ 8 ]  |
| ヨーロッパ選手権     | 三段跳 | 最年長出場           | 38歳0日   | 2014年8月14日 | チューリッヒ     | [ 8 ]  |
| ヨーロッパ室内選手権 | 三段跳 | 最年長メダリスト     | 40歳203日 | 2017年3月5日  | ベオグラード     | [ 21 ] |
| ヨーロッパ室内選手権 | 三段跳 | 最年長ファイナリスト | 40歳203日 | 2017年3月5日  | ベオグラード     | [ 21 ] |
| ヨーロッパ室内選手権 | 三段跳 | 最年長出場           | 40歳203日 | 2017年3月5日  | ベオグラード     | [ 21 ] |